# Ali Salem
Ali Salem, também transliterado Ali Salim, (em árabe: على سالم, IPA: [ˈʕæli ˈsæːlem]; 24 de fevereiro de 1936 – 22 de setembro de 2015) foi um dramaturgo, autor e comentarista político neoliberal egípcio conhecido por apoiar controversamente a cooperação com Israel. O Los Angeles Times certa vez o descreveu como "um homem grande e sonoro, conhecido por sua inteligência satírica".
Desde a estreia de sua primeira peça em 1965, ele escreveu 25 peças e quinze livros. Um dos mais conhecidos, The School of Troublemakers, estreou em 1971 e contou com uma turma turbulenta de crianças transformadas por um professor gentil. Suas peças O Fantasma de Heliópolis, A Comédia de Édipo, O Homem que Enganou os Anjos e O Buffet também se tornaram "clássicos do teatro egípcio". As peças de Salem geralmente incluem críticas alegóricas da política egípcia com uma forte veia de humor e sátira. 
Em 1994, ele escreveu um livro intitulado My Drive to Israel sobre uma viagem que ele fez ao país para satisfazer sua curiosidade após a assinatura dos Acordos de Oslo. Mais tarde, ele afirmou que a viagem não era "uma viagem de amor, mas uma tentativa séria de se livrar do ódio. O ódio nos impede de conhecer a realidade como ela é". Ele passou 23 noites em Israel e concluiu que "a verdadeira cooperação" entre as duas nações deveria ser possível. Embora o livro tenha vendido mais de 60.000 cópias, um best-seller para os padrões egípcios, provocou controvérsia, e Salem foi subsequentemente excluído da comunidade intelectual egípcia e expulso do Sindicato dos Escritores como resultado de sua "propaganda". Ele não teve um roteiro de peça ou filme produzido no Egito após a publicação do livro, apesar de continuar contribuindo com colunas para a mídia estrangeira, como o Al Hayat, Londres. As memórias de Salem foram posteriormente adaptadas por Ari Roth na peça Ali Salem Drives to Israel, que teve sua estreia mundial nos EUA em 2005.
Em 2008, ele ganhou o Prêmio de Coragem Civil de US $50.000 da Train Foundation em reconhecimento à sua oposição ao extremismo islâmico e seu apoio à cooperação com Israel. Ele também recebeu um doutorado honorário da Universidade Ben-Gurion de Negev, em Israel, em 2005. Ele morreu em 22 de setembro de 2015 após uma longa doença.
Ali Salem morreu no Cairo em 22 de setembro de 2015.

## Artigos
- Hugi, Jacky.  "Death of Egyptian author who drove across Israel leaves void in Israeli-Egyptian relations", Al-Monitor on-line magazine; 30 Sept. 2015.
- Mikics, David.  "The Muslim World's Intellectual Refuseniks Offer Enlightened Views on Islam and Israel", TabletMag.com on-line magazine; 3 Dec. 2013.